# Urszula Modrzyńska

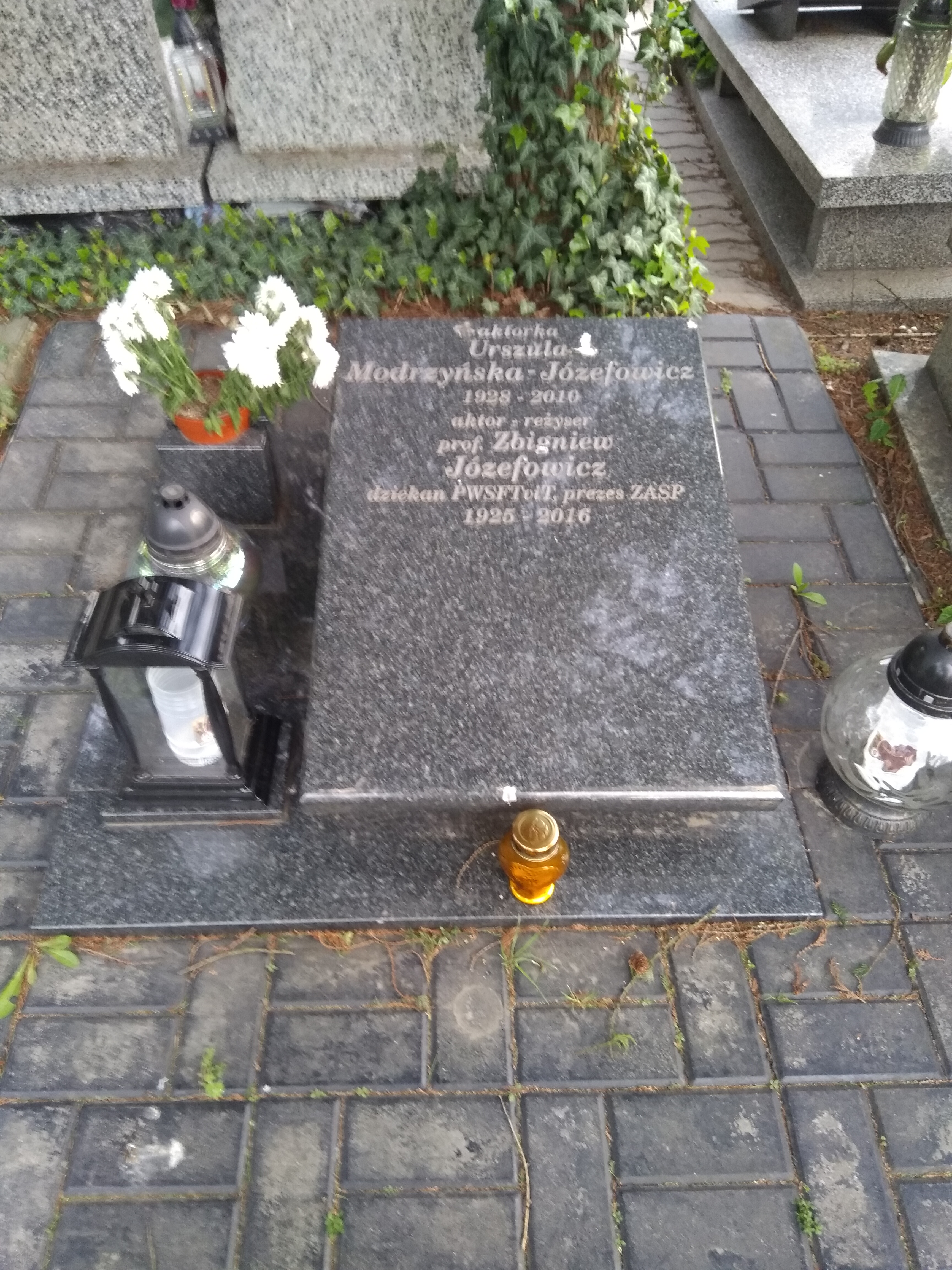
Grób aktorskiego małżeństwa Urszuli Modrzyńskiej-Józefowicz i Zbigniewa Józefowicza na cmentarzu komunalnym na Dołach w Łodzi

Urszula Modrzyńska (ur. 23 lutego 1928 w Srebrnikach, zm. 11 grudnia 2010 w Łodzi) – polska aktorka teatralna i filmowa.

## Życiorys
Urodziła się w rodzinie Damazego (ur. 1889) i Anieli (ur. 1895) Modrzyńskich. Miała brata Damazego (1914–1939) oraz pięć sióstr: Helenę Makowską-Fijewską, także aktorkę, Honoratę, Eugenię, Franciszkę i Teresę.
Zadebiutowała 4 października 1949 rolą Wali w spektaklu Okno w lesie w reżyserii Gustawy Błońskiej na bydgoskiej scenie Teatrów Ziemi Pomorskiej. W 1954 zdała aktorski egzamin eksternistyczny. Znana m.in. z roli Doroty w filmie Pokolenie (1954) oraz Jagienki w polskim filmie historycznym Krzyżacy (1960). W latach 80. wycofała się z działalności aktorskiej z powodu choroby.
Była żoną aktora Zbigniewa Józefowicza, z którym miała syna Stanisława.
Zmarła w Łodzi, pochowana 20 grudnia 2010 na cmentarzu komunalnym na Dołach (kwatera XXIII-5-34).

## Filmografia
- 1954:
  - Pokolenie – Dorota
  - Niedaleko Warszawy – Wanda Bugajówna
- 1956:
  - Wraki – Teresa, narzeczona Grabienia
  - Nikodem Dyzma – Zula
- 1957:
  - Deszczowy lipiec – Anna
  - Spotkania – Jane
- 1958: Ostatni strzał – kelnerka Magda
- 1960: Krzyżacy – Jagienka
- 1961: Dziś w nocy umrze miasto – Zofia pomagająca Francuzowi
- 1962: Wielka, większa i największa – Hanka, matka „Iki”
- 1966: Niewiarygodne przygody Marka Piegusa – pani Okulusowa (odc. 2)
- 1968: Przygoda z piosenką – dziewczyna na eliminacjach
- 1970: Doktor Ewa – matka kolonistki Dzidki (odc. 5)
- 1972:
  - Droga w świetle księżyca – służąca Wandzia
  - Jezioro osobliwości – matka Michała
- 1974:
  - Rozmowa – nauczycielka
  - Siedem stron świata – matka Czarka (odc. 4, 6)
- 1975: Bisowanie
- 1976: Zdjęcia próbne – matka Anki
- 1979:
  - Niewdzięczność – pacjentka Renata
  - Detektywi na wakacjach – wczasowiczka (odc. 3, 4, 5)
- 1981:
  - W obronie własnej – kochanka ojca Marii
  - Fantazja dur-moll

## Odznaczenia
- Złoty Krzyż Zasługi (1975)
- Odznaka „Zasłużony Działacz Kultury” (2000)
- Honorowa Odznaka Miasta Łodzi (1969)

Źródło:.

## Nagrody i wyróżnienia
- „Złota Szpilka” w plebiscycie „Dziennika Łódzkiego” (1962)